# Jeongak
Literalmente, significa música apropiada. Es aquella categoría de música coreana que es considerada clásica, a diferencia del minsogak también conocido como so-gak o sogak, que es música folclórica coreana.
Esta categoría de música coreana se ha asociado generalmente con la música de corte. Las piezas más conocidas de jeongak son Sujecheon y la suite titulada Yeongsan Hoesang (영산회상; 靈山會相). Otra suite de jeongak comúnmente interpretada es Cheonnyeonmanse (천년만세; 千年萬歲).